# Angeli Backhausen
Angeli Backhausen (* 1953) ist eine ehemalige deutsche Hörspielsprecherin und -regisseurin.

## Leben
Angeli Backhausen studierte Germanistik und Theaterwissenschaft in Köln. Nebenbei war sie seit 1979 beim Westdeutschen Rundfunk als Regieassistentin in der Hörfunkabteilung tätig. Ab 1985 arbeitete Backhausen als Regisseurin in den Bereichen Hörspiel, Features und Kinderfunk. Für den Saarländischen Rundfunk zeichnete sie für Bearbeitungen von Kinderhörspielen verantwortlich, ferner inszenierte sie eine Reihe von Hörspielen des Autors Karlheinz Koinegg. Insbesondere vor Beginn ihrer Regielaufbahn übernahm sie hin und wieder Sprechrollen in Hörspielproduktionen.

## Hörspiele

### Als Sprecherin
- 1978: Der Ausflug nach Le Toquet – Regie: Wolfram Rosemann
- 1980: Salz der Helden – Regie: Otto Düben
- 1982: Wie ein Herr gehärtet wurde – Regie: Heinz Dieter Köhler
- 1982: Keine Auskunft – Regie: Hans Gerd Krogmann
- 1982: Haftentschädigung für Harry – Regie: Werner Klein
- 1982: Cordes ist nicht totzukriegen – Regie: Manfred Brückner
- 1983: Missachtete Vorfahrt – Regie: Dieter Carls
- 1983: Das Mädchen mit den Silberaugen – Regie: Heinz Wilhelm Schwarz
- 1984: Jeder Mensch ist eine Supermacht – Regie: Heinz Dieter Köhler
- 1984: Führungskräfte oder Liebe Sie Hunde – Regie: Elmar Boensch
- 1984: Der Schmetterlingstraum – Regie: Heinz Dieter Köhler
- 1985: Froschkonzert – Regie: Otto Düben
- 1990: Bodo Kathenbergrs Lebenserfahrungen – Regie: Angeli Backhausen
- 1992: Frankies Braut – Regie: Hans Gerd Krogmann
- 1993: Die Verhandlung – Regie: Thomas Werner
- 1995: Fluchtversuch – Regie: Angeli Backhausen
- 2002: Hinter dem Bahnhof liegt das Meer – Regie: Angeli Backhausen

### Als Regisseurin (Auswahl)
- 1986: Acapulco – Autor: Gerhard Baumrucker
- 1986: Bodo Katzenbergers Tagebuch – Autor: Marion Mosell
- 1986: Die Blume am See – Autor: Michael Benke
- 1987: Nele, ein Mädchen ist nicht zu gebrauchen – Autor: Margret Steenfatt
- 1988: Unter einem Sternenzelt – Autor: Manuel Puig
- 1988: Straßenkinder – Autor: Claudia Ferman
- 1989: Die Korrektur – Autor: Michael Gaida
- 1989: Liebesbrief Nummer Eins – Autor: Gilles Costaz
- 1990: Trambahn Hiroshima – Autor: Mamoru Tanabe
- 1990: Schloss Malplaquet oder Lilliput im Exil – Autor: T. H. White
- 1991: Eine dünne Schicht aus Eis – Autor: Eva Ström
- 1991: Sieben Kilogramm Zeit – Autor: Rumjana Zacharieva
- 1992: Die Revolverbräute – Autor: Anatoli Koroljow
- 1992: Sonntag – Autor: Daniela Fischerová
- 1993: Spiegelscherben – Autor: Gunter Preuß
- 1993: Kasumis Tanz in der Finsternis – Autor: Hideo Takeuchi
- 1994: Herzversagen – Autor: Ulrich Land
- 1994: Gefundenes Fressen – Autor: Klas Ewert Everwyn
- 1995: Manche mögen’s tot – Autor: Thoms Köller und Reiner Rübhausen
- 1995: Fuchsjagd – Autor: Gerhard Herm
- 1996: Pantoffelhelden – Autor: Georg zum Kley
- 1996: Die gutmütigen Nattern – Autor: Jordan Radickov
- 1997: Der Stern mit Schluckauf – Autor: Andreas Findig
- 1997: Kommst du mit nach Durian? – Autor: Maria Blumencron
- 1998: Der Weihnachtsschimmel – Autor: Angelika Böckelmann
- 1998: Meta und die Sturmflut – Autor: Sylvia Heinlein
- 1999: Papas Zimmer – Autor: Sebastian Coy
- 1999: Krähen über Rügen – Autor: Ulrich Land
- 2000: Blindband – Autor: Gilbert Adair[2]
- 2000: Die Zauberzitrone – Autor: Yücel Feyzioğlu
- 2000: Die schwarze Rita – Autor: Heidi Knetsch und Stefan Richwien
- 2001: Zinas Sänger – Autor: Rudolf Herfurtner
- 2001: In Almas Zimmer – Autor: Esther Dischereit
- 2002: Das Auge der Supernova – Autor: Dana Range[3]
- 2002: Permafrost – Autor: Øivind Hånes
- 2003: Moses – Autor: Karlheinz Koinegg
- 2003: Ein Engel in Flandern – Autor: Sven Björnson
- 2004: Papa, was ist der Islam? – Autor: Tahar Ben Jelloun
- 2004: Adam Haberberg – Autor: Yasmina Reza
- 2005: Betrug – Autor: Caroline Gawn
- 2005: König Artus und die Ritter der Tafelrunde – Autor: Karlheinz Koinegg
- 2006: Mein Leben mit Mozart – Autor: Éric-Emmanuel Schmitt
- 2006: Das Schloss der Frösche – Autor: Jostein Gaarder
- 2007: Regentage – Autor: Kirsty Gunn
- 2007: Die himbeerfarbene Glühbirne – Autor: Wolf Wondratschek
- 2008: Norbert Nackendick – Autor: Michael Ende
- 2008: Lämmer und Wölfe – Autor: Marianne Zückler
- 2009: Der Streichholzpalast – Autor: Dirk Dobbrow
- 2009: Wie man unsterblich wird – Autor: Sally Nicholls
- 2009: Fischgründe – Autor: Dieter Hirschberg
- 2010: Krabat – Autor: Otfried Preußler
- 2011: Alles kommt wieder – Autor: Eugen Egner[4]
- 2011: Zehn Wunder haben mich gerettet – Autor: Brigitte Jünger
- 2012: Gut und Böse – Autor: Erhard Schmied
- 2012: Severina – Autor: Rodrigo Rey Rosa
- 2013: Märchentherapie – Autor: Max Urlacher und Angela Lucke
- 2013: Die Tote in der Emscher – Autor: Hans van Ooyen
- 2014: Helden – Autor: Jutta Richter
- 2014: Außen und innen – Autor: Rhiannon Tise
- 2015: Wer auch immer – Autor: Markus Orths[5]
- 2015: Audrey, die demente Fee – Autor: Max Urlacher und Angela Lucke
- 2018: Peter Pan (2 Teile) Komm mit nach Nimmerland – Autor: James Matthew Barrie

## Auszeichnungen
- 2009: Civis-Preis für Papa, was ist der Islam? von Tahar Ben Jelloun[1]
- 2010: Deutscher Hörbuchpreis in der Kategorie "Bestes Kinder-/Jugendhörbuch für Wie man unsterblich wird von Sally Nicholls